# Jared Anderson
Jared Anderson es un líder de adoración cristiano de Colorado Springs, Colorado. Creció en la iglesia New Life Church donde sirvió durante muchos años como parte de New Life Worship y Desperation Band. Anderson ha lanzado cuatro álbumes como solista con Integrity Music, titulado Where to Begin (2006), Where Faith Comes From (2008), LIVE From My Church (2009) y The Narrow Road (2012).

## Discografía
- 2001: 12 Off the Shelf (independent)
- 2006: Where to Begin (Integrity Music)
- 2006: Arise: A Celebration of Worship (Integrity Music)
- 2008: Where Faith Comes From (Integrity Music)
- 2008: Two Days In the Same Place (independent)
- 2009: People of Troy (independent)
- 2009: Live from My Church (Integrity Music)[5]
- 2012: The Narrow Road (Integrity Music)[6]
- 2014: We Belong to Jesus (Integrity Music)

EPs
- 2015: Where I Am Right Now
- 2019: The Whole Landscape